# Ethiopian-Airlines-Flug 708
Der Ethiopian-Airlines-Flug 708 (Flugnummer ET708) war ein internationaler Linienflug der Ethiopian Airlines von Addis Abeba nach Paris über Asmara, Athen und Rom. Am 8. Dezember 1972 ereignete sich auf diesem Flug ein schwerer Zwischenfall, als sieben Mitglieder der Eritreischen Befreiungsfront versuchten, eine Boeing 720-060B zu entführen. Im Verlauf eines Schusswechsels konnten die sieben Entführer zwar getötet werden, jedoch explodierte eine Handgranate in der Passagierkabine. Die Maschine konnte dennoch von den Piloten sicher notgelandet werden.

## Flugzeug
Bei dem verunglückten Flugzeug handelte es sich um eine Boeing 720-060B. Das Luftfahrzeugkennzeichen der Maschine ist nicht bekannt. Die Maschine wurde im Werk von Boeing in Renton im Bundesstaat Washington montiert und neu an Ethiopian Airlines ausgeliefert. Das vierstrahlige Schmalrumpfflugzeug war mit vier Triebwerken des Typs Pratt & Whitney JT3D-1 ausgestattet.

## Flugplan
Mit der Maschine sollte ein Linieninterkontinentalflug von Addis Abeba nach Paris durchgeführt werden. Nach einem Start vom Flughafen Addis Abeba sollte die Maschine innerhalb Äthiopiens zunächst zum Flughafen Asmara (heute der Hauptstadtflughafen von Eritrea) fliegen. Der nächste Zwischenstopp war auf dem Flughafen Athen-Ellinikon und schließlich noch ein weiterer auf dem Flughafen Rom-Fiumicino vorgesehen, ehe die Maschine ihren Zielflughafen Paris Orly anfliegen sollte. Der Zwischenfall ereignete sich auf dem ersten Flugabschnitt der Strecke.

## Ereignisfolge
Die Maschine hob planmäßig vom Flughafen Addis Abeba ab und begann zu steigen. Als die Boeing ihre Reiseflughöhe von 29.000 Fuß (8839 Meter) erreicht hatte, erhoben sich sieben Entführer, sechs Männer und eine Frau, mit gezückten Handfeuerwaffen aus ihren Sitzen. Die sechs mitreisenden Flugsicherheitsbegleiter schritten ein und versuchten, die Lage unter Kontrolle zu bekommen. Es kam in der Kabine der Maschine zu einem Schusswechsel, im Laufe dessen einer der Entführer eine Handgranate zückte, den Sicherungsstift zog und sie in das Passagierabteil warf. Der als Passagier mitreisende Universitätsprofessor Dr. Roderick Hilsinger von der Temple University, auf den die Granate zurollte, hob die Handgranate auf und schleuderte sie in einen Kabinenbereich, in dem die Sitze nicht besetzt waren. Die Handgranate explodierte und riss ein Loch in den Kabinenboden. 
Bei der Explosion wurden einige Steuerungssysteme, die sich unterhalb des Kabinenflurs befanden, beschädigt. Den Piloten gelang dennoch die Rückkehr zum und sichere Landung auf dem Flughafen Addis Abeba. Der glimpfliche Ausgang des Zwischenfalls wurde letztlich auch auf den Umstand zurückgeführt, dass es nach der Explosion nicht zu einer explosiven Dekompression gekommen war.
Die Flugsicherheitsbegleiter erschossen sechs der sieben Entführer in der Luft. Ein weiterer Entführer wurde verwundet und erlag im Krankenhaus seinen Verletzungen. Insgesamt gab es neun Verletzte. Dr. Roderick Hilsinger sowie vier weitere Passagiere erlitten schwere Verletzungen durch die Handgranatenexplosion. Bei dem Schusswechsel wurden außerdem zwei Flugsicherheitsbegleiter sowie zwei Flugbegleiterinnen verletzt.

## Kontext
Die Entführer gehörten der Eritreischen Befreiungsfront an. Der Entführungsversuch erfolgte im Zusammenhang mit dem Eritreischen Unabhängigkeitskrieg.